# سو کیونگ-بائه
سو کیونگ-بائه (انگلیسی: Suh Kyung-bae؛ زادهٔ ۱۹۶۳) کارآفرین و سرمایه‌دار اهل کره جنوبی است، که هم‌اکنون بعنوان مالک و رئیس هیئت مدیره شرکت آمور پاسیفیک فعالیت می‌کند.